# Hubert de Burgh
Hubert de Burgh (ca. 1180 - 1243) fue Conde de Kent, Justiciar de Inglaterra y de Irlanda y uno de los hombres más influyentes del reino de Inglaterra durante los reinados de Juan I y Enrique III.

## Biografía

### Familia
Era hijo de William de Burgh, de Burgh Castle, Norfolk y hermano menor de William de Burgh, que acompañaría a Juan I a Irlanda en 1185 y que sería el ancestro de los de Burgh, condes de Úlster y Señores de Connacht.

### Cargos
Fue oficial menor en la Casa del príncipe Juan en 1197, y se convirtió chambelán el año siguiente. Continuó como chambelán de Juan cuando este se convirtió en rey en 1199.
En los primeros años del reinado de Juan, de Burgh fue enriquecido por favores reales, recibiendo el honor de Corfe en 1199 y tres importantes castillos en las Marcas Galesas en 1201 (Grosmont, Skenfrith, y Llantilio). También fue High Sheriff de los condados de Dorset, Somerset, Herefordshire y Berkshire, y castellano de Launceston y Wallingford. 
Al año siguiente fue nombrado Condestable del castillo de Dover, y también fue puesto al cargo de Falaise, en Normandía. Se menciona que fue nombrado Lord Guardián de las Cinco Puertas en 1215, y aunque la unión de este cargo con el de Condestable del castillo de Dover no fue plenamente establecida hasta después de la guerra de los barones, parece que ejerció los dos cargos por un largo período.

### Arturo de Bretaña
Después de que Juan capturase en 1202 a sus sobrinos Arturo y Eleanor junto con sus aliados, de Burgh se convirtió en su carcelero. 
Hay varios relatos sobre de las acciones de Burgh como carcelero, incluyendo la complicidad en el asesinato de Arturo y otro sobre que el rey le ordenó que cegase a Arturo y que Burgh se negó. Esta historia fue utilizada por Shakespeare en su obra The Life and Death of King John. La autenticidad de estos relatos no se ha constatado.

### Chinon
En cualquier caso, de Burgh mantuvo la confianza del rey, y en 1203 este le dio el cargo de castellano en Falaise (Normandía) y de Chinon (Touraine). Este último era la llave del valle del Loira. Tras la pérdida de Falaise, de Burgh resistió mientras que el resto de las posesiones inglesas caían ante los franceses. Chinon fue sitiada durante un año hasta caer en junio de 1205, y Hubert de Burgh fue herido de gravedad al tratar de huir. 
Durante un año se le mantuvo preso en Chinon, y durante los dos años siguientes, en que siguió prisionero de los franceses, de Burgh perdió la mayor parte de sus fincas y de los cargos. Tras su regreso a Inglaterra en 1207, adquirió nuevas tierras y cargos. Entre ellas los castillos de Lafford y Sleaford, y el nombramiento de Sheriff de Lincolnshire. Sin embargo, de Burgh pasó la mayor parte de su tiempo en las posesiones inglesas en Francia, donde era senescal de Poitou.

### Invasión francesa
De Burgh se mantuvo fiel al rey durante la rebelión de los barones al final del reinado de Juan. La Carta Magna le menciona como uno de los que aconsejó al rey a firmarla, y fue uno de los veinticinco garantes de su ejecución. Juan lo nombró Jefe Justiciar en junio de 1215.
De Burgh desempeñado un papel destacado en la defensa de Inglaterra de la invasión de Luis de Francia, hijo de Felipe II, que más tarde se convirtió en Luis VIII. El primer objetivo de Luis era tomar el castillo de Dover, que estaba a cargo de Hubert de Burgh. El castillo resistió un largo asedio en el verano y otoño de 1216, y Luis se retiró. El siguiente verano, Luis no podía continuar sin recibir refuerzos de Francia. De Burgh reunió una pequeña flota que derrotó a una mayor francesa en las batallas de Dover y Sandwich, y al final consiguió la retirada completa de los franceses de Inglaterra.

### Regencia de Enrique III
Juan I murió en 1216, y después de la muerte de William Marshal, conde de Pembroke en 1219, de Burgh se convirtió en regente de Inglaterra. En esta posición de Burgh adquirió un gran número de enemigos y rivales. 
Cuando Enrique III cumplió la mayoría de edad en 1227, de Burgh se hizo señor del Castillo de Montgomery en las Marcas Galesas, y Conde de Kent, y continuó siendo una de las personas más influyentes en la corte. El 27 de abril de 1228 fue nombrado Justiciar de por vida. Pero en 1232 sus enemigos conspiraron y finalmente fue destituido de su cargo y encerrado en la cárcel. Se escapó del castillo de Devizes en 1233 y se unió a la rebelión de Richard Marshal. En 1234, Edmund Rich, Arzobispo de Canterbury, consiguió la reconciliación. De Burgh renunció oficialmente al cargo de Justiciar el 28 de mayo de 1234, aunque no había ejercido desde septiembre de 1232. Su sentencia fue revocada por William Raleigh en 1234, que restableció su título de conde. De nuevo afrontó la pérdida en 1239, pero conservó algún apoyo mediante la concesión real de varios castillos, incluido el Trilateral en el País de Gales.

### Muerte
Murió en 1243 en Banstead, Surrey, y fue enterrado en la iglesia de los Dominicos de Holborn.

## Matrimonios y descendencia
De Burgh tuvo tres esposas: 
- Beatriz de Warenne, con la que tuvo dos hijos, Juan y Huberto. Heredaron las tierras, pero no el condado ni los otros títulos.
- Isabel de Gloucester, exesposa del rey Juan I de Inglaterra, cuyo matrimonio había sido anulado, y viuda de Geoffrey de Mandeville.
- Margarita de Escocia, hija del rey Guillermo I de Escocia y de Ermengarda de Beaumont (1221), con la que tuvo una hija, Margarita (c. 1222-1237), llamada "Megotta", que se casó con Richard de Clare, conde de Gloucester.

Anteriormente a todos estos matrimonios, había firmado un contrato de matrimonio con Juana, hija de William de Reviers, V Conde de Devon, pero ese compromiso se rompió en 1200.

### Citas
1. ↑  Lysons: op. cit.
2. ↑  Royal Commission on Historical Manuscripts: op. cit., pág. XXXV.
3. 1 2   Powicke: op. cit., pág. 70.
4. ↑   Plucknett: op. cit., pág. 170.